# Strandbad Winkel

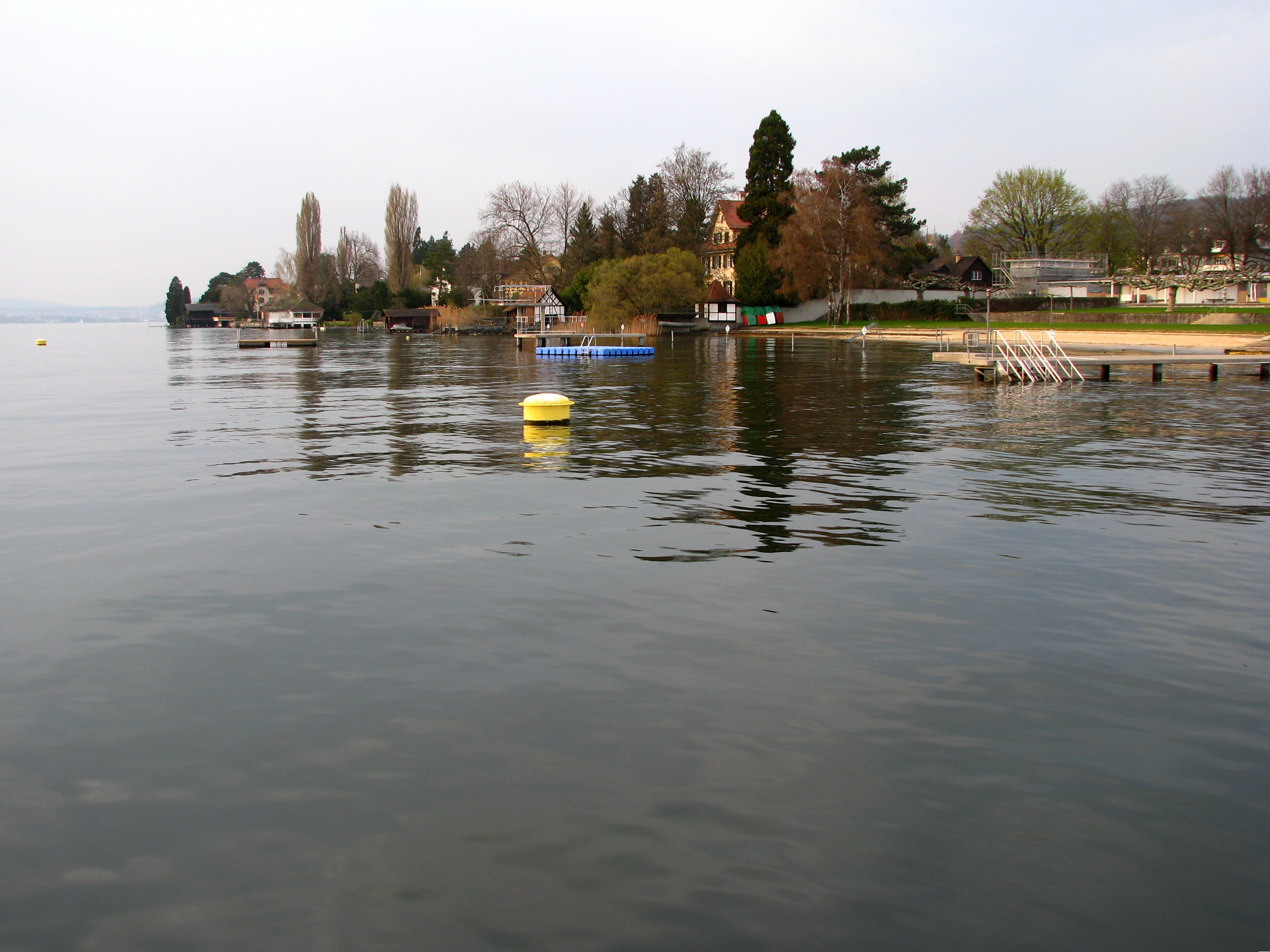
Blick auf das Strandbad

Das Strandbad Winkel ist ein öffentliches Strandbad am Zürichsee an der sogenannten Goldküste in Erlenbach. Die Anlage wurde 1931 erbaut und gilt neben dem Strandbad Wyden als das grössere der beiden Strandbäder der Gemeinde.

## Geschichte
In früheren Jahrhunderten wurden der Zürichsee und seine Uferregion vorrangig beruflich als Fischfanggrund, als Wasserquelle sowie als Transport- und Verkehrsweg genutzt. Seit dem 19. Jahrhundert wird der See vermehrt für den Wassersport, den Tourismus und die Freizeitgestaltung in Anspruch genommen.
Im Jahr 1881 regte die Gesundheitskommission die Errichtung einer öffentlichen Badeanstalt an, was von der Behörde auf die lange Bank geschoben wurde. Das Thema wurde 1901 erneut aktuell, nachdem man sich lange genug über das verbotene Baden der Jugend beim Schiffsteg aufgehalten hatte. Die Kommission drang mit ihrem Begehren durch, und man kaufte Land im Wyden für einen Franken pro Quadratmeter bei einem Kredit von 8000 Franken für den Bau. Der Badmeister erhielt 80 Prozent der Einnahmen, im Minimum aber 150 Franken jährlich. 18 Jahre später drängte die Gesundheitskommission auf eine zweite Badeanstalt, da man mit derjenigen im Wyden nicht restlos zufrieden war. 1931 begann man auf der neu aufgefüllten Landlage im Winkel mit dem Bau eines Strandbads. Der Regensommer verzögerte die Arbeiten, aber im Jahr darauf konnte die zweite Badeanstalt bei Kosten von etwas über 30000 Franken in Betrieb genommen werden.